# Ustawa o sprzedaży towarów (1893)
Ustawa o sprzedaży towarów z 1893 roku (56 & 57 Vict. C .71) była ustawą parlamentu Zjednoczonego Królestwa Wielkiej Brytanii i Irlandii, która regulowała umowy sprzedaży towarów. Określała prawa i obowiązki stron (jeżeli nie zostały wyraźnie określone w umowie), przy jednoczesnym zachowaniu podstawowych zasad transakcji. Ustawa pozostaje w mocy w Irlandii. 

## Historia
Ustawa została opracowana przez sir Mackenzie Chalmers'a, który później opracował Ustawę o ubezpieczeniach morskich z 1906 roku. Jak zauważył lord Denning MR w "The Mihalis Angelos", przyjął on podział na warunki i gwarancje pod względem kontraktów, przedstawiony przez sir Fredericka Pollocka w jego książce "Formation of Contracts". Temat podjął także Fletcher Moulton LJ w uroczystej debacie w Wallis, Son & Wells przeciwko Pratt & Haynes [1910] 2 KB 1003, 1012, a następnie ustawa została przyjęta przez Izbę Lordów w 1911 AC 394. 
Ustawa o sprzedaży towarów z 1893 r. jest uważana za klasyczny przykład statutu kodyfikacyjnego. Oznacza to, że opiera się na ustalonych zasadach prawa powszechnego ustanowionych przez sędziego i przekształca je w bardziej dostępną formę ustawową. Była ona tak dobrze napisana, że po jej uchyleniu, następca prawny, tj. ustawa o sprzedaży towarów z 1979 r., od razu stała się znana, dzieląc tę samą strukturę, frazeologię, a nawet numerację, jak ustawa z 1893 r.

### Zniesienie
Ustawa, z wyjątkiem sekcji 26, została uchylona 1 stycznia 1980 r. z niewielkim zastrzeżeniem.
Sekcja 26 została uchylona 1 stycznia 1982 roku.
Ustawa z 1893 r. nadal obowiązuje w Irlandii, mimo że została kilkakrotnie zmieniona.